# (200002) Hehe
(200002) Hehe es un asteroide perteneciente al cinturón de asteroides, descubierto el 6 de mayo de 2007 por el equipo del Chinese Near Earth Object Survey desde la Estación Astronómica Xu Yi, Huai'an, República Popular China.

## Designación y nombre
Designado provisionalmente como 2007 JZ43. Fue nombrado Hehe en homenaje a "Hehe" ("armonía") referente a la Fundación Cultural Suzhou Hehe. "Hehe" también es un símbolo chino tradicional que representa la armonía matrimonial y familiar. En general simboliza la buena voluntad de la gente de vivir en paz y de manera sana.

## Características orbitales
Hehe está situado a una distancia media del Sol de 2,409 ua, pudiendo alejarse hasta 2,794 ua y acercarse hasta 2,024 ua. Su excentricidad es 0,1598 y la inclinación orbital 6,958 grados. Emplea 1365,957 días en completar una órbita alrededor del Sol.

## Características físicas
La magnitud absoluta de Hehe es 16,9.